# Bara Mamadou Lamine Ndiaye
Bara Mamadou Lamine Ndiaye, becenevén Bebeto, (Tivaouane, 1991.december 31. –) szenegáli labdarúgó, csatár.

## Pályafutása
Olaszországban kezdte pályafutását, alacsonyabb osztályú csapatok tagjaként.
2011-ben a svájci FC Luganóhoz igazolt.
Magyarországon a Kaposvár játékosaként fél szezont töltött el, majd újabb kölcsönadása során Kecskemétre került fél szezonra.
Miután a Lugano csapatánál lejárt a szerződése, Kecskemétre szerződött végleg, 2+1 évre írt alá 2014 nyarán.